# Harry Kewell
Harold "Harry" Kewell (Sydney, 22. rujna 1978.) je australski nogometni trener i bivši nogometaš koji je igrao za turski nogometni klub Galatasaray i australsku nogometnu reprezentaciju.